# Winterjasmijn
Winterjasmijn (Jasminum nudiflorum) uit de familie Oleaceae is in Nederland een van de vroegstbloeiende heesters. Hij bloeit met heldergele bloemen van december tot februari, op dan nog bladloze donkergroene vierkante stelen van tweejarig hout. De struiken vertonen gelijkenis met bloeiende forsythia.
De plant is afkomstig uit China, met name uit de westelijke provincies Gansu, Shaanxi, Sichuan, de zuidoostelijke provincie Xizang en het noordwestelijk gelegen Yunnan. Hij groeit daar op rotsachtige bodem op een hoogte tussen de 800 en 4500 meter en stelt zeer weinig eisen aan de grond.
De plant is zeer geschikt om aangebonden, als leiplant, tegen een muur te laten groeien. De kans op verwildering wanneer hij vrij staat is tamelijk groot, omdat doorbuigende twijgen die de grond raken makkelijk wortelen.
Losse takken, die bijna in de knop zijn, kunnen in huis in bloei getrokken worden en de bloemen blijven lang mooi.